# Jadunath Sarkar
Pour les articles homonymes, voir Sarkar.
Sir Jadunath Sarkar (10 décembre 1870 - 19 mai 1958[réf. nécessaire]) était un  historien indien. Il est connu pour ses livres sur Aurangzeb et Shivaji. 
En 1929, il a été fait chevalier. Au cours de ses recherches pour ses travaux sur l'histoire militaire, il a également visité de nombreux champs de bataille historiques. 
En outre, ses travaux comprennent aussi des traductions du persan ou du marathi en anglais ou en bengali Kaushik Roy note que les œuvres d'Jadunath Sarkar ainsi que ceux de Jagadish Narayan Sarkar sont désormais « oubliés en raison de la pression du marxisme et postmodernisme. »